# 飞鹰1美分硬币
飞鹰一美分硬币（英語：Flying Eagle cent）包括美国铸币局1856年铸造的一美分面额图案硬币，和1857到1858年铸造的同面额流通硬币，由铸币局首席雕刻师詹姆斯·巴顿·朗埃克设计，飞鹰图案源于前任首席雕刻师克里斯蒂安·戈布雷希特（Christian Gobrecht）的作品。
铸币局发行的大美分硬币（尺寸与半美元硬币接近）从19世纪50年代开始在商业流通中变得很不得人心，并且铸造成本相对面值也过于高昂。铸币局对多种原材料组合和尺寸进行试验后决定，缩小新硬币的尺寸，材质上则采用88%的铜和12%的镍制成合金。铸币局先铸造了附有1856年年份字样的图案币交国会和政府官员审议，1857年2月，联邦国会正式認可並且授权铸造新币。
人们可以用当时仍在流通的西班牙殖民时代银元或大美分硬币兑换新的1美分硬币。由于发行的新币太多，并且这些硬币又不具备法定支付能力，因此很快就对商业流通产生不利影响，人们开始拒绝接受。1859年，铸币局开始铸造印第安人头像一美分硬币，飞鹰分币逐渐退出历史舞台。

## 背景
大美分是费城铸币局于1793年开始铸造的第一种美国官方硬币，这些硬币尺寸和半美元相当，材质为纯铜。之后每一年里，费城铸币局都会铸造这些硬币，仅有1815年因金属短缺而停产，但是，这种硬币并没有很快成为商业流通中的主导货币。当时美国各地普遍使用的仍是陈旧的西班牙殖民银币。

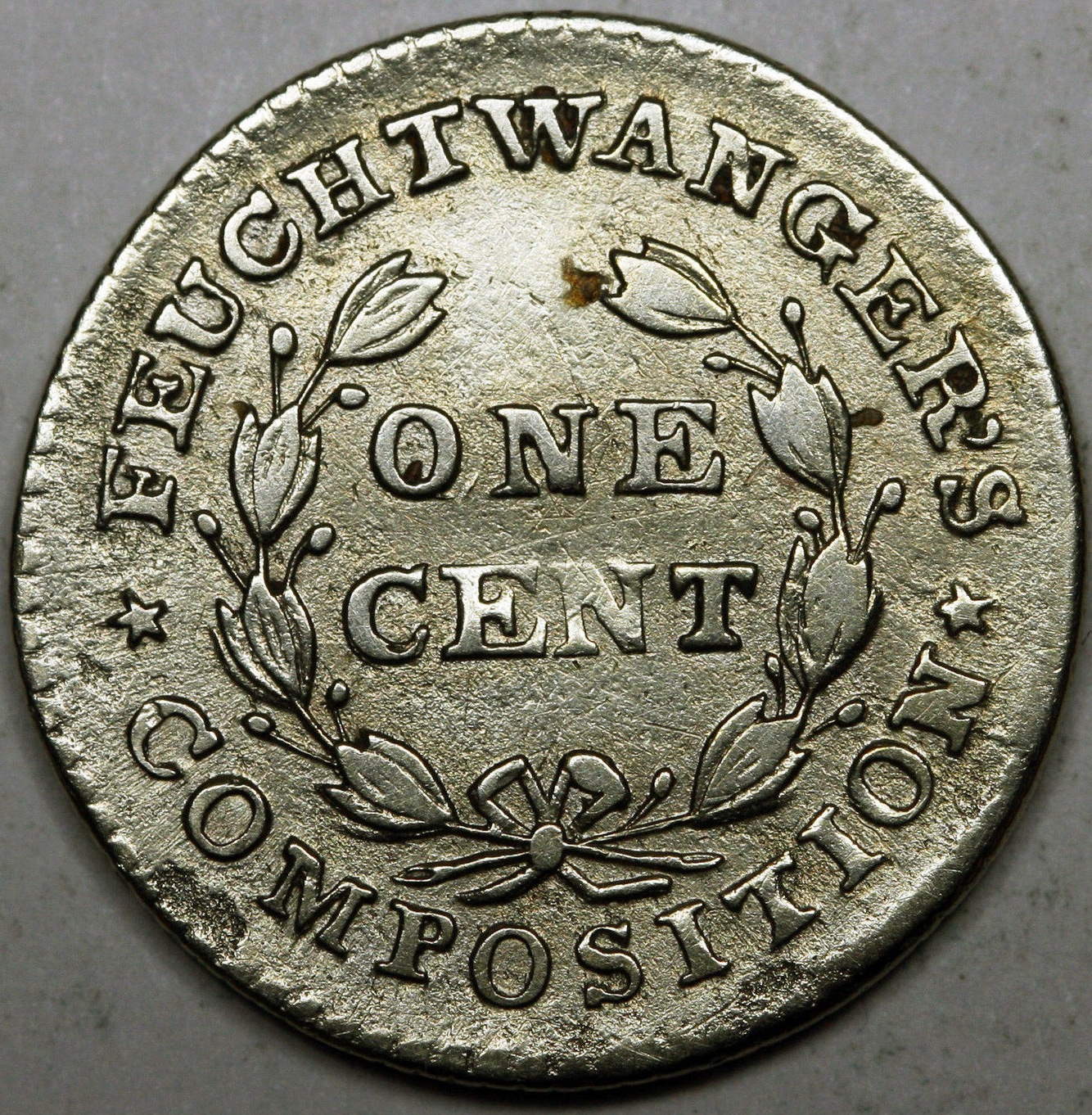
1837年版福伊希特万格1美分硬币的反面

接下来，铸币局又用人们存入银行的白银或黄金来铸币，并从中获得少许利润。到了19世纪40年代，铸币局已经可以通过这些利润和将铜铸成美分硬币所获得的铸币税来筹资。不过，铜价在1849年出现大幅上涨，财政部为此开始研究替换大美分硬币的可行方案。大美分在商品交易中很不受欢迎，并且作为货币来说又不具备法定支付能力，所以任何人都可以拒绝接受，许多银行和商家就是这么做的。从很大程度上来说，大美分不得民心主要是因为尺寸太大。1837年，纽约化学家刘易斯·福伊希特万格（Lewis Feuchtwanger）为了向政府推销自己制作的合金（类似贱金属鎳銀合金）而先行试制了尺寸较小的美分硬币，希望政府能够采纳。19世纪30年代末到40年代初，美国处于经济衰退期，福伊希特万格制作的这些硬币成为危机代用币广为流通。
到1850年时，铸币局铸造大美分已是无利可图，5月14日，纽约州联邦参议员丹尼尔·S·迪金森（Daniel S. Dickinson）提出法案，使用铜和少量银组成的合金制作新美分硬币。当时人们普遍认为，硬币包含的金属价值应该达到其面值的较高比例。硬币会制成环形，中间有一个孔。铸币局先铸造了多枚实验币，发现这样的硬币从模具中压出后很难自动脱模，并且从合金中回收白银的成本也将过于高昂。这样，国会也就于1851年取消了原本制作小尺寸硬币的条款，改为批准铸造3美分硬币。钱币学历史学家沃尔特·H·布林（Walter Breen）认为，国会拒绝接受这种中间打孔硬币的另一个重要原因，就是这些硬币让许多人想到中国的方孔钱，以及这种方孔钱的极低购买力。1851年到1852年初，铜价出现回落，制作小尺寸分币的急迫性由此降低，监管铸币局运作的财政部因此暂时搁置了这一议题。

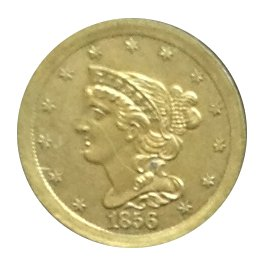
铜镍合金的半美分图案币，用于展示合金制硬币的效果。

1852年末，铜价重新抬头，到1853年时每磅（约453.6克）售价已超过0.4美元，在铸币局看来，这已打破硬币制造盈亏的平衡点，因为从生产成本计算，每磅铜只能生产42枚大美分硬币。1853年，铸币局使用鹰扬25美分硬币的正面模具压制出贱金属合金制成的图案币，其尺寸和10美分硬币接近。有些人提议合金中加入金属镍，还有些建议使用“法国青铜”（95%是铜，剩下的则是锡和锌）和各种德国银。铸币局局长詹姆斯·罗斯·斯诺登（James Ross Snowden）在1854年年度报告中提议，发行尺寸较小的青铜制美分币，并取消在商贸流通中毫无用处的半美分硬币。1854至1855年，铸币局铸造了多种图案硬币，其中包含多种不同的设计，有些币面上刻有自由女神，还有两种是将铸币局已故首席雕刻师克里斯蒂安·戈布雷希特的作品加以调整而成：一种是戈布雷希特于19世纪30年代应用在银币上的坐姿自由女神形象；另一种则是飞鹰，是由戈布雷希特根据提香·皮尔（Titian Peale）的草图制作。

## 前期准备

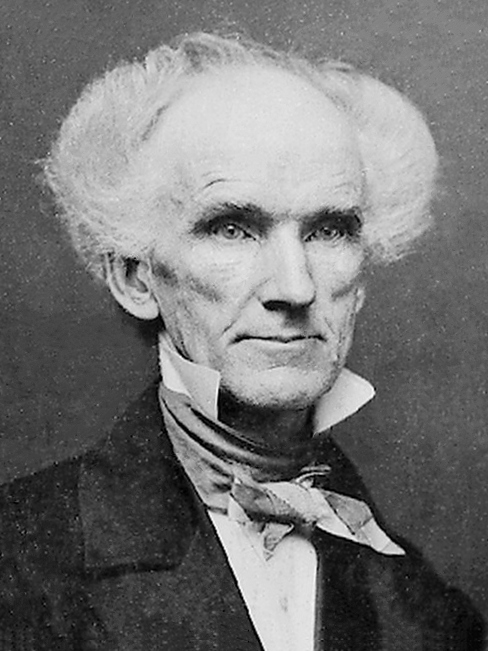
詹姆斯·巴顿·朗埃克是飞鹰1美分硬币的设计者

1856年初，斯诺登提出法案建议发行尺寸较小的硬币，具体大小和金属构成由他和财政部长詹姆斯·格思里定夺。根据这一方案，新硬币会成为法定货币，最高面值为10美分，用来取代当时仍在美国流通的西班牙银元。由于成色老旧，当时的西班牙银元通常在交易过程中的价值要比面值低20%，但为了给新硬币开路，这些西班牙银元将按12½美分的全额面值兑换。政府因此承受的损失将由贱金属铸币的铸币税补偿。铸币局还会发行新版美分币取代老版大美分币，并且已经停止发行的半美分硬币可以按面值兑换成新币。法案于1856年3月25日递交联邦参议院。老版大美分硬币重10.9克，4月16日，参议院对法案做出修改，要求新美分硬币的重量至少要有6.2克，其中的含铜量也至少要有95%，然后法案得到多数参议员赞成通过。
国会审议法案期间，铸币局熔解和精炼师詹姆斯·柯蒂斯·布斯（James Curtis Booth）开展多场实验，为新硬币寻找合适的合金。1856年7月，斯诺登给格思里去信，提议以88%的铜和12%的镍作为硬币的理想成分比例，建议部长对尚未定局的法案做出修改，以期获国会批准。布斯也给格思里写信推荐这种合金，两人的信中都建议将硬币的重量定为4.7克，这样80枚硬币的重量就正好等于1金衡磅（合373克），不过当时以称量贱金属最常见的单位属常衡制。

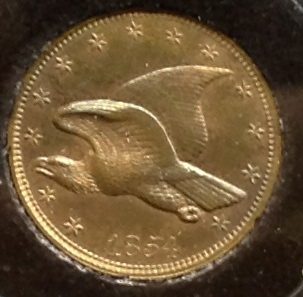
飞鹰1美分硬币的早期图案币

铸币局首席雕刻师詹姆斯·巴顿·朗埃克受命设计图形币。起初他还是按当时常见的自由女神头像设计，但斯诺登提议准备一套飞鹰的设计方案。另一边，布斯也在不断实验寻找理想的合金方案，朗埃克设计的首枚飞鹰图形币尺寸和25美分硬币接近。为了给新合金造势，铸币局先用其铸造了50枚半美分，然后将之送到首都哥伦比亚特区，由财政部官员向国会及其他政府部门展示。1856年11月上旬，朗埃克完成了硬币模具，正面雕有一头飞鹰，反面的中部印有硬币面额，周围有花环围绕，其尺寸也正如布斯所要求的那样，事实证明，这套模具所采用的正是最终定型的设计。
铸币局用提出的合金比例，按朗埃克的飞鹰设计铸造了至少数百枚图案币。为了争取公众对新硬币的首肯，这些硬币从1856年11月开始分发给多位国会议员及其他官员。众议院铸币与度量衡委员会拿到了200枚，总统富兰克林·皮尔斯也拿到4枚。分发的样品至少有634枚，实际数量可能达到数千，还准备了一些样本以应对额外需求。极具收藏价值的1856年飞鹰1美分硬币就是如此而来，钱币学上也将这些硬币视为飞鹰系列硬币的组成部分，虽然这些硬币实际上都只是图案币或过渡期用币，不是正式硬币，其诞生没有得到国会授权。斯诺登还铸造了更多1856年版的小美分硬币用作私售，有些则成为铸币局硬币收藏的一部分。

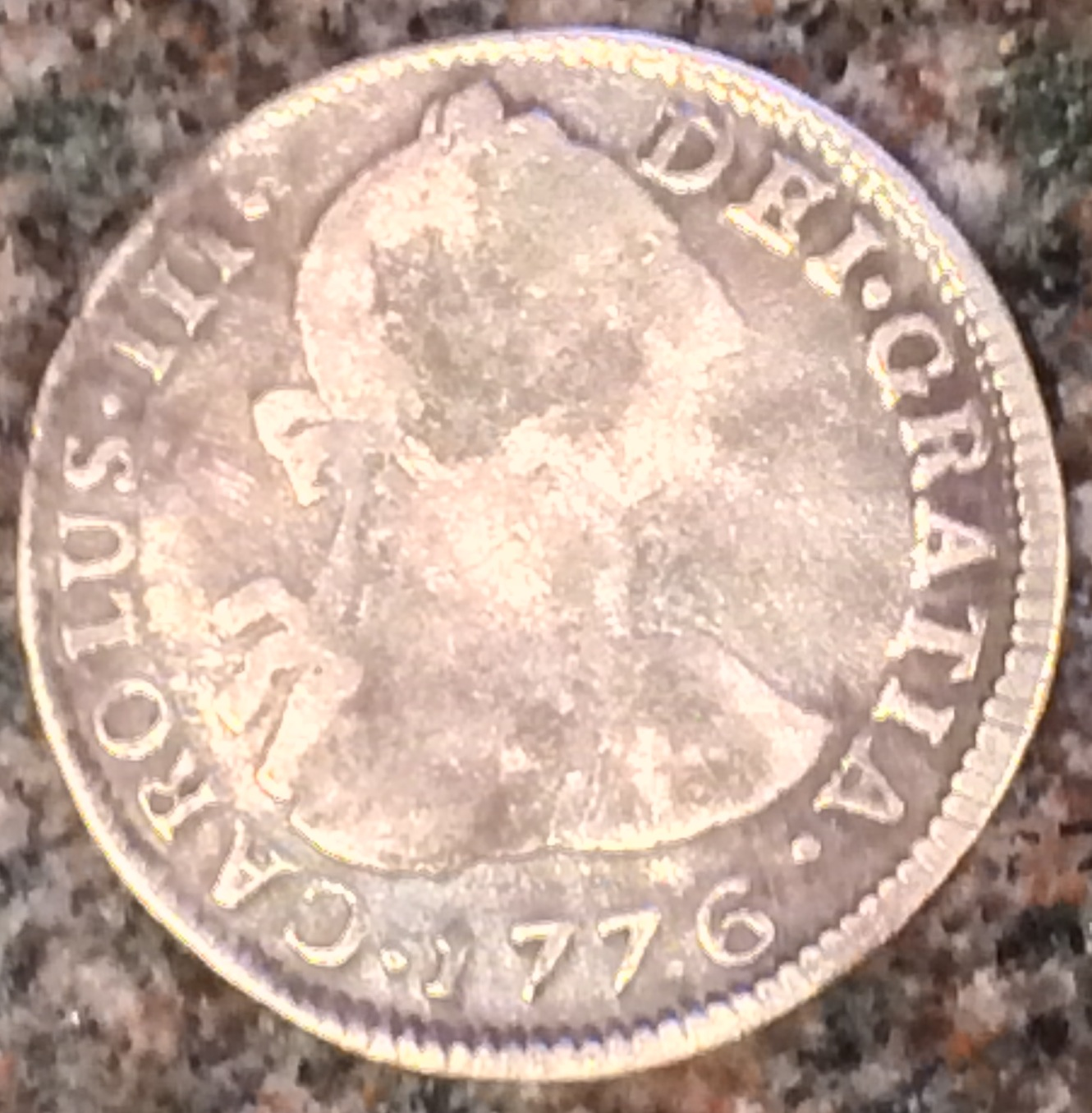
这枚西班牙殖民时代硬币面值2里亚尔，由波托西铸币局（今属玻利维亚）铸造。

1856年12月，斯诺登给密苏里州联邦众议员约翰·S·菲尔普斯（John S. Phelps）去信，希望后者伸出援手，令立法议程早日取得进展。斯诺登在信中表示，他已经动用全部人力和全部时间投入新版美分硬币的制作——事实上，公众也非常渴望硬币早日发布。12月24日，联邦众议院对经过修订加入铸币局决定的硬币重量与合金比例的法案进行辩论，田纳西州众议员乔治·华盛顿·琼斯（George Washington Jones）投下反对票，理由是宪法规定只有黄金和白银才能够用来制作法定货币。菲尔普斯起身为法案辩护，称宪法授权国会调节货币价值，但法案仍然未能通过。1857年1月4日，法案再度递交众议院辩论，这次去除了让硬币成为法定货币的要求，但又遭纽约州众议员托马斯·R·惠特尼（Thomas R. Whitney）反对，他反对的主要是法案中的一项规定，铸币局可以接受公众委托，合法地设计和铸造奖章。惠特尼认为，政府不应当同私营奖章制造商竞争。这项规定也予移除后，法案于次日得以通过。接下来法案递交联邦参议院，并于2月4日进行辩论，参议院通过了法案，但在其中增加了一项修正案，即原本流通的西班牙殖民时代硬币可以有至少两年的时间来兑换成新硬币。众议员于2月18日表决同意这一修正，总统皮尔斯于21日在法案上签字批准，法案正式生效成为法律。这一法案的通过标志着外国金、银币不再是美国通行的法定货币，只有西班牙殖民硬币可以在之后两年里按面值兑换成新的铜镍合金硬币。半美分硬币则予废除。新硬币的直径仍然是19毫米，但与同尺寸的现代美分硬币相比略重。
铸币局预期法案会在国会通过，所以费城铸币局于1857年铸造的33万3456枚大美分硬币中绝大多数都没有发布进入流通，这些硬币之后予以熔毁。斯诺登购买了新的滚轮等设备，以便铸币局可以可行生产美分硬币母片，之前的50多年里，铸币局都是从其他供应商那里购买这些硬币母片。2月20日，斯诺登已经向格思里推荐朗埃克的设计，而法案实际上还要到次日才正式通过。格思里于同月24日批准了新设计，但要求硬币边缘的锋利度降低，对此斯诺登承诺一定办到。1857年4月，飞鹰美分硬币正式开始铸造，硬币起初存放在铸币厂等待正式发布，以求积累起足够的发行量。5月中旬，斯诺登通过费城多家报社，硬币将从5月25日开始发售。

## 设计

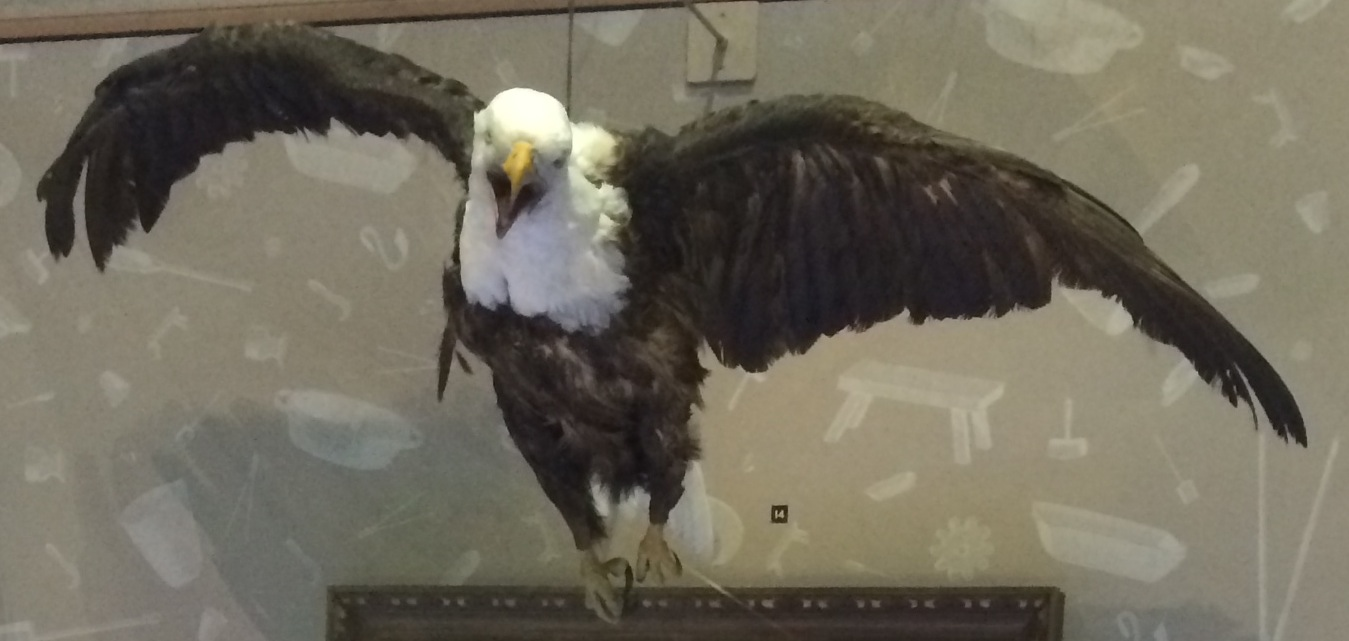
老鹰彼得

朗埃克设计的硬币正面是飞翔的老鹰，形象源于1836至1839年间铸造的少量戈布雷希特银元。戈布雷希特银元的模具缺乏足够文献记载，但部分来源认为，其上的飞鸟就是老鹰彼得（Peter the eagle），19世纪30年代初，铸币局的工作人员喂养过这样一只温驯的老鹰并为其取名“彼得”，但这只鸟后来被卷入压印压力机而受重伤，后因救治无效而死。之后彼得被制成标本，至今仍然在费城铸币局展示。
朗埃克设计的老鹰形象深入人心，据美术史学家科尼利厄斯·弗缪尔（Cornelius Vermeule）有关美国硬币的著作记载，19世纪30年代刻上硬币的飞鹰图案，可以说是“第一只并非源于殖民地雕刻或纹章，而是衍生自大自然的钱币鸟”。弗缪尔还在书中表示，用于取代飞鹰1美分硬币的印第安人头像币“远不及皮尔和戈布雷希特创作的飞鹰及其衍生品种那样吸引人的目光”。1905年，雕塑家奥古斯塔斯·圣高登斯（Augustus Saint-Gaudens）获聘为美国硬币提供新的设计方案，他给时任总统西奥多·罗斯福去信，希望能够在美分硬币上重现飞鹰的设计图案：“我用的是飞鹰，是对1857年硬币上所用过的设计加以改动而来。我已经很多年没有看到过那种硬币了，它是那么的出色，我觉得要是略加改动就不可能另外再找出更好的设计了。我敢说，这绝对是所有美国硬币中最优秀的设计。”最终圣高登斯如愿让飞鹰回归美国硬币，只不过他的设计最终没有刻上美分硬币，而是成了圣高登斯双鹰金币的背面。
硬币背面的花环也有来历，朗埃克在1854年设计的型金元和3美元金币上都刻有花环。花环由小麦、玉米、棉花和烟草的叶子组成，这包括了当时南方和北方的常见农作物。有来源认为硬币上棉花的叶子实际上是枫叶，两种叶的外型相近，并且枫叶的说法比棉花叶更广为人知。此外，硬币反面还可以看到玉米穗。

## 发行、铸造和收藏

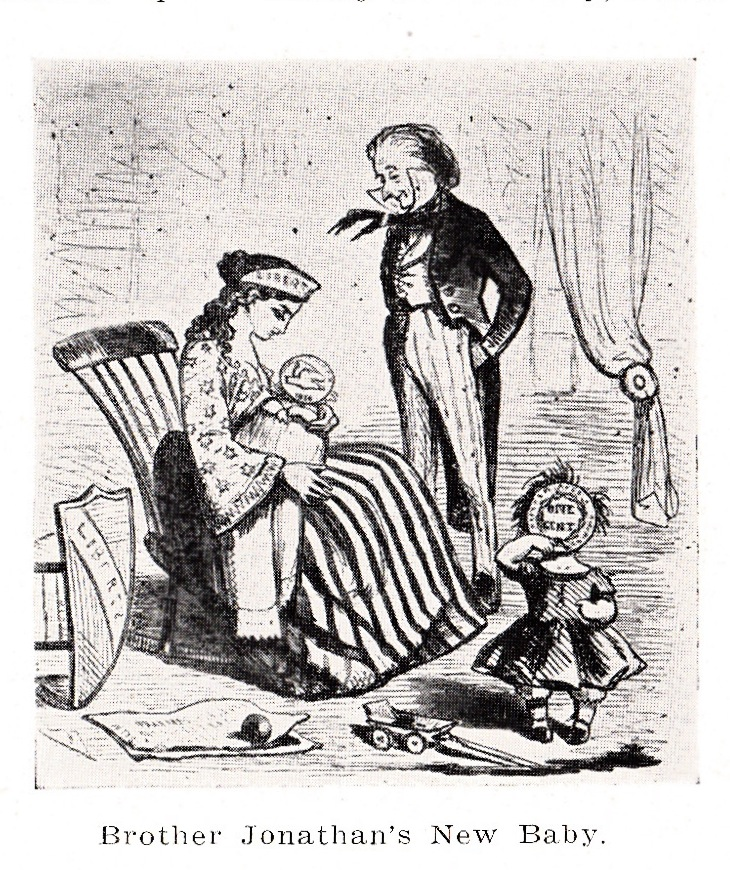
1857年2月刊《哈泼斯杂志》刊登的漫画：“乔纳森大哥的新宝宝”，图上女性人物抱在怀里的就是飞鹰1美分，右边站的是大美分，因被忽视而哭泣。

1857年5月25日，费城铸币局面向公众发行新美分硬币。铸币局官员预计公众需求会如排山倒海般涌至，所以在费城铸币厂的院子里临时搭建了木质库房。发布之日早上，数百人前来排队等候，其中一队是要将西班牙银币换成新美分币，另一队则带来了老的纯铜美分或半美分硬币。上午9点，工作人员开始用新币换旧币，较早买到新币的市民又在离开铸币厂范围后加价转售。斯诺登在给格思里的信中称：“它们有巨大的需求量……今天早上我们手头上有价值3万美元的硬币，那可是300万枚。所有这些几乎今天一天就卖完了。”新币发行时，1856年铸造的样本币开始为公众所知，人们纷纷检查自己袋里的零钱，看其中是否有样本币，到1859年时，这些样本币的售价已经达到2美元。公众对新硬币的兴趣引发了收藏热潮：除了寻求罕见的1856年样币外，还有人试图收藏早在1793年发行的大美分套币，由于早期年份发行的硬币数量稀少，收藏者不得不支付额外高价。
铸币局在铸造新硬币期间遇到困难。首先，铜镍合金的硬度较高；其次，模具上硬币正面的飞鹰图案正对着背面的部分图案；第三，为了顺利取出铸造的硬币，模具需要有更大的脱模力度来抵销硬币正、背面之间的作用力。三种因素共同影响，导致模具出现破损。在这样的情况下，许多飞鹰分币存在瑕疵，特别是在正对花环的飞鹰头部和尾部。1857年，斯诺登提议用克里斯托弗·哥伦布的头像代表飞鹰。对此朗埃克回复，他曾提议用哥伦布取代硬币上的乔治·华盛顿，但遭遇了反对意见。虽然存在这些困难，但费城铸币局在1857年还是铸造了1745万枚飞鹰1美分硬币，创下美国铸币局在一个日历年中铸造某种硬币数量的新纪录。

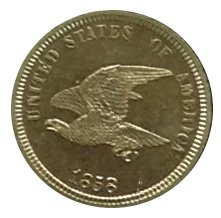
铸币局曾于1858年准备了这种个头较小的飞鹰图案币，但有些人认为上面的老鹰骨瘦如柴，观感欠佳。

1858年，为了缓解模具破损的问题，铸币局开始尝试使用新设计的模具，硬币上的浮雕更浅。这导致飞鹰分币出现多个品种，新币上的铭文字母也比老版本要小。从常见程度而言，新旧两种硬币半斤八两，考虑到铸币局通常会将模具一直用到损毁为止，所以很可能有一段时间铸币局会同时生产两种硬币。铸币局还会努力设法维护模具，这有可能会导致存在细微差异的另一种硬币出现，由于附有年份1857的模具经叠印改成1858，所以其后一段时间里生产的硬币上会出现两个年份都存在的现象。
1858年，铸币局准备了一些新的图案币，这种新币上的飞鹰个头较小，铸造起来更为顺利，但却不得官员待见。1859年1月1日，斯诺登指示朗埃克制备多种图案币，他会在其中选择一种代表飞鹰分币。铸币局为此制作了12种图案币，每种生产有60到100枚，这些图案币部分交官员审核，还有一些则在之后数年里经铸币局私售入市。最终，朗埃克的印第安人头像设计脱颖而出，新设计将背面花环的位置放低，以解决金属间作用力引发的脱模问题。1858年11月4日，斯诺登致信财政部，信中表示，事实证明，飞鹰1美分硬币并不为广大公众接受，人们觉得上面的飞鹰不够真实。新的印第安人头像设计将表现出“美国的特点”。

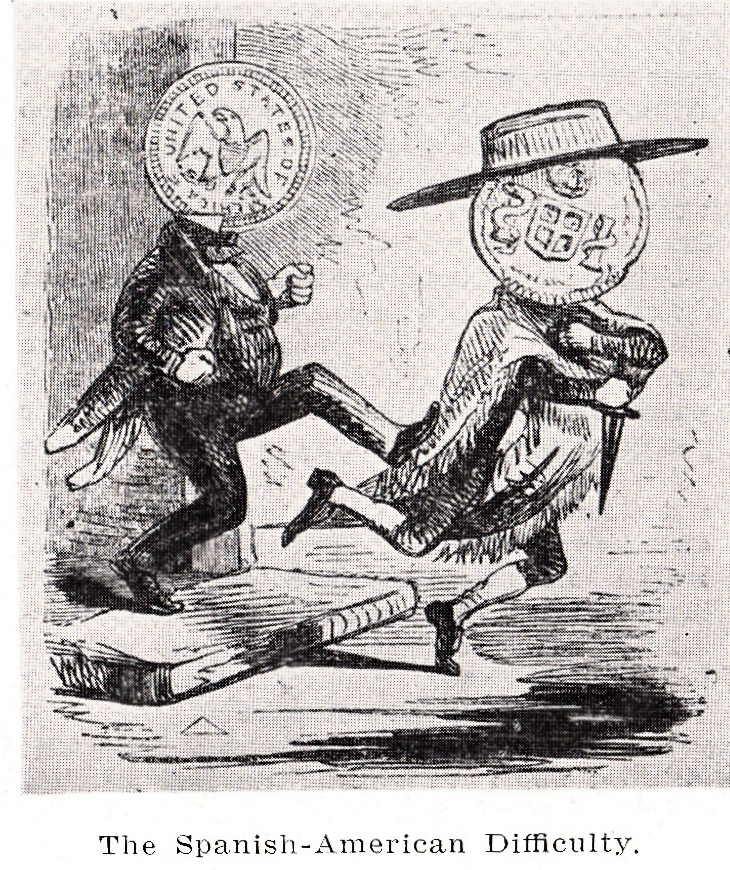
1857年2月刊《哈泼斯杂志》刊登的漫画“西班牙－美国困局”

到了1857年9月，人们带到铸币局要求兑换的西班牙银元数量已经非常大，以致斯诺登决定不再单纯用美分硬币兑换，开始允许兑换成金币或银币。1859年3月3日，外国货币的兑换期限又延长了两年。1860年7月，国会废除了外国货币的兑换时间限制，因为新的美分币仍然无法满足市场需求，但斯诺登仍然在没有国会授权的情况下继续用硬币兑换外币并持续了一年。1861年10月，《银行家杂志》（Bankers Magazine）报道称这一兑换已经中止，并引述费城媒体报道称：“新镍币的巨大发行量已经导致它们就像老旧的西班牙货币一样成为累赘。”据布林记载：“这种外国银元曾经是法定货币，可以支付包括邮票和部分税收在内的任何款项，但这种镍制分币却并非如此。它们很快就填满了店主的现金柜，别的几乎什么东西都放不下，贸易中的人们开始拒绝接受这样的硬币，并且这还是合法的。”但是，美国经济随着内战爆发而降温，人们开始囤积联邦硬币，原本供过于求的情况也相应中止。
战争结束后，人们囤积的飞鹰美分重新进入流通。这些硬币中大部分只流通了几年，然后就经财政部于19世纪60到70年代实施的兑换方案由新版青铜硬币取代，有1300万枚铜镍合金分币经其他贱金属硬币赎回，从此退出历史舞台。到了19世纪80年代，这些硬币已经很少再见于流通。如今，成色陈旧的飞鹰1美分硬币价值较为低廉。根据理查德·约曼（Richard S. Yeoman）2015年版的《美国钱币指南手册》（A Guide Book of United States Coins），1857和1858年大字母、以及1858年小字母版本、成色在谢尔顿硬币分级标准中属最低收藏级“-4”的飞鹰1美分硬币售价为每枚28美元。但如果是同样成色的1856年版本，则价格会暴涨至7000美元，如果成色能够达到几乎未经流通过的-63级，则价格又可以升至2.2万美元。1858和1857年份重叠版本，成色在-4级的这种硬币价格为75美元，如果有-63级则可以卖到1万美元。2004年1月，一枚-66级1856年版飞鹰1美分硬币的拍卖成交价达到17万2500美元。

## 解释说明
1. ↑  1864到1982年间，铸币局用法式铜铸造美分硬币，仅有1943年例外[8]。

### 脚注
1. ↑  Breen，第177頁.
2. ↑  Lange，第27頁.
3. ↑  Lange，第40–41頁.
4. 1 2  Snow，第7頁.
5. 1 2 3 4 5  Breen，第215頁.
6. ↑  Taxay，第233–234頁.
7. ↑  Snow，第7–8頁.
8. ↑  Yeoman，第115–122頁.
9. 1 2 3  Taxay，第235頁.
10. ↑  Snow，第9, 225頁.
11. ↑  Breen，第235頁.
12. ↑  Taxay，第167頁.
13. ↑  Taxay，第235–237頁.
14. 1 2  Snow，第9頁.
15. 1 2 3 4 5  Julian.
16. ↑  Snow，第15–16頁.
17. 1 2  Taxay，第237頁.
18. ↑  Bureau of the Mint，第44–45頁.
19. ↑  Yeoman，第113, 126頁.
20. ↑  Snow，第16頁.
21. 1 2  Taxay，第237–238頁.
22. ↑  Snow，第17–19頁.
23. ↑  Peter，第19頁.
24. 1 2  Snow，第9–12, 224頁.
25. ↑  Vermeule，第40–41頁.
26. 1 2  Vermeule，第55頁.
27. 1 2  Snow，第10頁.
28. ↑  Snow，第15頁.
29. ↑  Lange，第94頁.
30. ↑  Snow，第22, 72頁.
31. 1 2  Snow，第22頁.
32. 1 2  Guth & Garrett，第22頁.
33. ↑  Snow，第64–70頁.
34. ↑  Breen，第217頁.
35. ↑  Snow，第23頁.
36. ↑  Taxay，第238–239頁.
37. ↑  Breen，第216頁.
38. ↑  Taxay，第242頁.
39. ↑  Lange，第94–97頁.
40. ↑  Snow，第57,64頁.
41. ↑  Carothers，第207頁.
42. ↑  Yeoman，第113頁.